# Взгляды современных язычников на ЛГБТ-сообщество

Языческий Queer-флаг, сочетающий пентаграмму и радугу LGBTQ+

Взгляды современного язычества (неоязычества) на ЛГБТ-сообщество различаются в зависимости от направлений, сект и систем верований. Популярные неоязыческие традиции принимают, создают или возглавляют представители ЛГБТ.

## Статистика

### Ориентация
Опрос, проведенный Хелен А. Бергер и ее коллегами в 2003 году, показал, что 28,3 % американских неоязычников указаны в опросе как гомосексуалы, лесбиянки или бисексуалы.

График данных обследования Теллефсена (таблица 14)

В 2013 году опрос неоязычников в Англии, Уэльсе, Канаде, Австралии и Новой Зеландии показал, что 49,8 % женщин и 44,5 % мужчин не являются гетеросексуалами. Из числа негетеросексуальных женщин 78,5 % идентифицировали себя как бисексуалки и 11,2 % — как лесбиянки; из числа негетеросексуальных мужчин 55,2 % идентифицировали себя как геи и 37,1 % — как бисексуалы.
Исследование, проведенное Исследовательским центром Pew Research Center в 2015 году, показало, что 11 % респондентов-лесбиянок, геев и бисексуалов идентифицируют себя с нехристианскими конфессиями, значительная часть которых представляет собой ту или иную форму неоязычества или межконфессиональные универсалистские убеждения. Это почти вдвое больше, чем среди населения в целом.

### Гендер
В то время как западное неоязыческое сообщество в целом отличается гендерным разнообразием, демографическая ситуация имеет тенденцию к преобладанию женского пола с точки зрения численности. Вышеупомянутый научный опрос западных неоязычников, проведенный в 2013 году, показал, что женщины не только составляют доминирующую неоязычную демографическую группу, но и их доля растет по всем направлениям во многих обследованных странах. Однако мужчины, как правило, доминировали в определенных традициях, таких как скандинавское язычество, друидизм, неошаманизм, церемониальная магия и Телема.

#### Исторический гендерный контекст
Понятие «ведьма» значительно варьируется в зависимости от культуры, общества, системы верований, структуры власти, периода времени и других социологических факторов. Однако в западной культуре ведьмами считаются преимущественно женщины. Это отражено в статистическом анализе исторических документов, показывающем, что, как правило, в 70-80 процентах случаев женщины привлекались к ответственности за колдовство, причем в большинстве случаев это были женщины старше 50 лет. Исторически сложилось так, что число практикующих колдовство среди населения в целом варьировалось. Как и сегодня, мужчины с большей вероятностью практиковали определенные дисциплины, примером чего может служить белая магия в досовременной Англии.
В Malleus Maleficarum (1486), одном из самых известных и печально известных текстов, касающихся колдовства, конкретно утверждается, что женщины более предрасположены к колдовству и язычеству, чем мужчины, и, следовательно, большинство ведьм — женщины. Жан Боден (французский демонолог 16 века) утверждал, что женщины в пятьдесят раз чаще занимаются колдовством.

## Общие философские и теологические вопросы

### Гендерный дуализм, эссенциализм и сексуальная ориентация

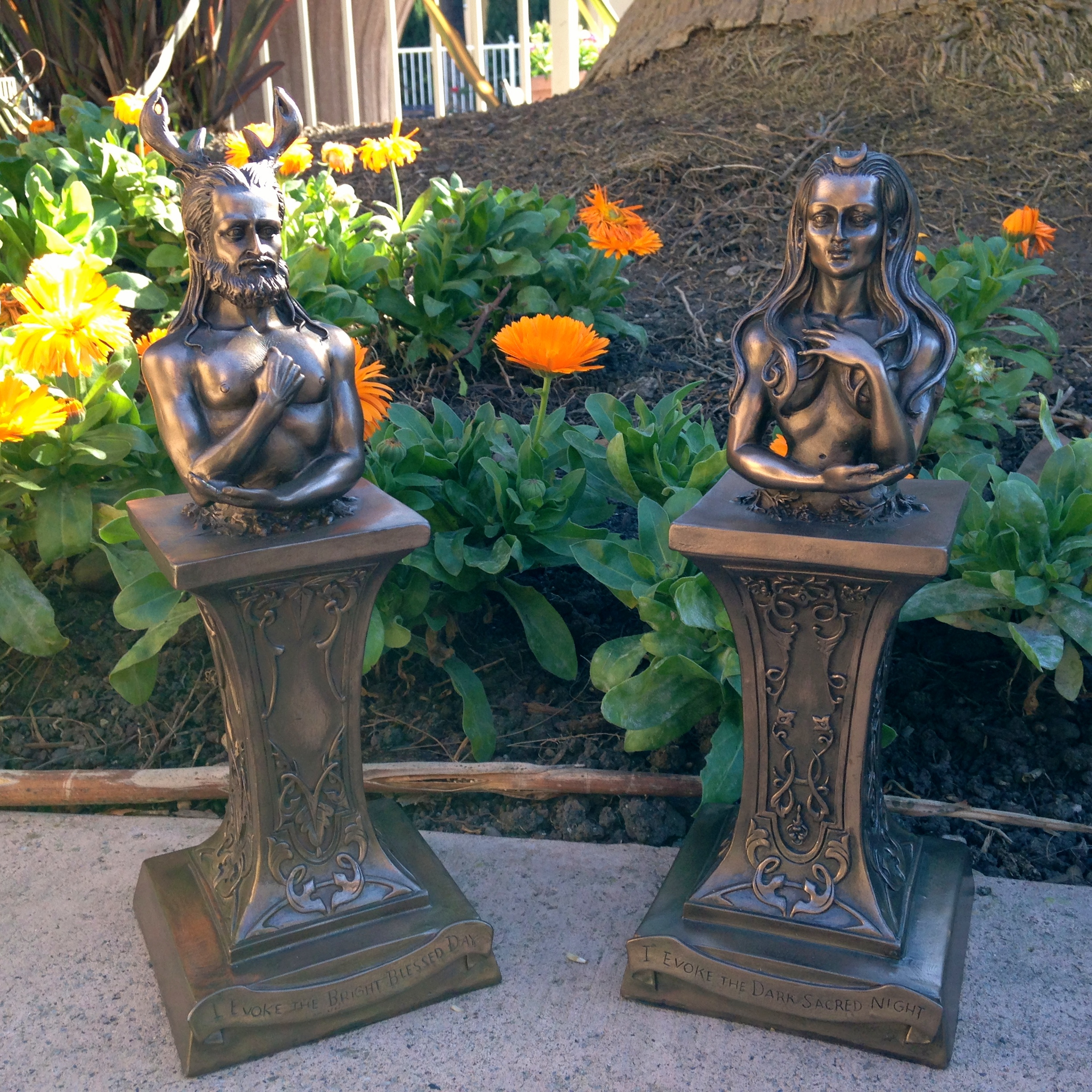
Тройственная богиня (аспект Старухи) и Рогатый Бог — классическая неоязыческая дуотеистическая пара.

Идеологические проблемы, влияющие на восприятие ЛГБТ и взаимодействие с ними в современном языческом сообществе, часто проистекают из традиционно дуалистической космологии, которая фокусируется на двух всеобъемлющих и часто противоположных категориях. В современном язычестве это традиционно рассматривается в контексте сексуальности, особенно гетеросексуальности, основанной на бинарном гендере, который присваивается через гениталии при рождении (другими словами, гендерный эссенциализм).
Бинарный гендерный эссенциализм широко распространен в неоязыческих сообществах и их соответствующих теологических/философских системах верований. Сами языческие источники, такие как Языческая федерация Великобритании, придерживаются схожих взглядов. Суть этого различия обычно находит отражение в дискуссиях о духовной энергии, которая, как традиционно считается, по своей природе является мужской или женской и которой по своей природе обладают те, кто родился в любом из двух полов.
Выдающимся примером этой веры является дуотеистическое почитание пары Бога и Богини, часто Тройственной Богини и Рогатого Бога, пары, используемой викканами. Богиня (олицетворяющая женское начало) традиционно рассматривается как восприимчивая, плодородная, заботливая и пассивная (олицетворяется Луной), в то время как Бог (олицетворяющий мужское начало) — как оплодотворяющий, охотник и активный/агрессивный (олицетворяется Солнцем).
Этот дуальный гендерный архетип традиционно рассматривается в гетеросексуальном ключе, и это убеждение отражено в теологии многих неоязыческих систем верований а также в таких практиках, как магия и колдовство, для выполнения которых традиционные секты требуют гетеросексуальной динамики. воплощенная двойственность, не отражающая их собственных чувств и желаний.
Литургия пары божеств часто ассоциируется с эссенциализмом. Тройственная богиня в трех своих ипостасях — Девы, Матери и Старухи — связана с репродуктивным развитием и прекращением фертильности цисгендерной женщины. В начале жизни Дева (молодая женщина) олицетворяет девственную юность. При наступлении менархе женщина достигает совершеннолетия и превращается в Мать (взрослую женщину), которая теперь якобы способна к размножению. После наступления менопаузы женщина теряет свою репродуктивную способность, которую она когда-то носила, превращаясь в старуху (зрелую женщину). Считается, что Луна олицетворяет менструальный цикл, и многие язычники верят, что они связаны. Аналогичным образом, Рогатый Бог ассоциируется с репродуктивными способностями цисгендерных мужчин. Фаллические символы, такие как рога, символизирующие пенис и связанную с ним репродуктивную функцию.

### Последние исторические взгляды на сексуальность и гендер
В XX веке, когда культ Викка распространился в Северной Америке, в нее вошли элементы контркультуры, феминизма второй волны и ЛГБТ. Эссенциалистская жесткость колебалась под влиянием понятий анимы и анимуса Карла Юнга, а негетеросексуальные ориентации стали более приемлемыми. В 1980-х и 1990-х, такие фигуры как Вивен Кроули и Стархоук продолжили развивать убеждения. Кроули связал бинарную систему Юнга с классическими элементами, присущими всем: женское начало/анима — с водой, а мужское начало/анимус — с огнем. Стархоук, придерживаясь взглядов, сходных с взглядами Кроули, в своей основополагающей книге «Спиральный танец», изданной в 1979 году, начала полностью подвергать сомнению разделение на мужское и женское начало в издании 1999 года и вместо этого сосредоточилась на чертах характера, а не на гендерных архетипах.
На заре XXI века queer-неоязычники и их секты начали заявлять о себе более публично. Эти группы, связанные с ЛГБТ, «бросили вызов гендерному эссенциализму, остающемуся в рамках все еще практикуемой сексуальной полярности», которая сохранялась в некоторых викканских и феминистских неоязыческих анклавах. Началось более активное изучение и принятие квир- и трансгендерных фигур не только адептами, но и божествами и мифологическими персонажами. Кроме того, секс-позитивизм и БДСМ снова стали активно изучаться и приниматься.

#### Александрианцы
Алекс Сандерс, сооснователь Гарднерианского ответвления Александрийской Викки, позже стал бисексуалом и создал новые ритуалы, в которых сексуальная ориентация не имела значения.

#### Феминизм / Богиня Викки

Символ Дианической викки — очерченный пентакль в сочетании с символом Тройной Богини..

В 2012 году племя Амазонских Жриц Ковен КАЙЯ начал проводить инклюзивные ритуалы и посвящать в сан Священников (мужчин) и Священник-Xs (не-бинарных), и сам PantheaCon начал предписывать проведение параллельных инклюзивных ритуалов для любых эксклюзивных мероприятий.

#### Специфичноескандинавскоеязычество
Опрос, проведенный в 2015 году, показал, что большинство язычников придерживаются универсалистских идей, а не этнических.
Примечательный пример сейда (древн. сканд. seiðr), не являющегося женщиной, можно найти в исландских сагах, где он представлен богом-патриархом Одином. В «Саге об Инглингах» (около 1225 г.), написанной исландским поэтом Снорри Стурлусоном, говорится, что сейд изначально был обычаем ваниров, но Фрейя познакомила с ним асов, когда присоединилась к ним. Исходя из этого, приверженцы универсализма считают гендерные ограничения на сейд пагубной практикой, которая подрывает некоторые аспекты норвежской литургии.

### Викка
…все акты любви и удовольствия, — мои ритуалы…— Дорин Валиенте, подопечная Богини.
Викканские традиции содержат широкий спектр различных представлений о сексуальной ориентации и гендерной идентичности. Как ни как, многие практикующие расценивают Викку, как религию плодородия. Стархоук писала в своей книге «Сновидения во тьме», вышедшей в 1982 году: «Сексуальность была таинством в Старой религии; она рассматривалась (и рассматривается до сих пор) как мощная сила, посредством которой исцеляющая, приносящая плоды любовь имманентной Богини была непосредственно познана и могла быть обращена вниз, чтобы питать мир, ускорять плодородие людей и природы».
Оболер отмечает следующие изменения в неоязыческой культуре: «Хотя символическая основа викки и современного язычества — это сильный гендерный эссенциализм, языческое сообщество, как и культура в целом, отходит от этой позиции» Эти традиции иногда ссылаются на викканский Заряд Богини. Профессор Мелисса Харрингтон писала, что, несмотря на то, что традиционная викка демонстрировала гетеросексизм, «по мере того, как викка росла и привлекала практикующих гомосексуалистов, они [виккане] начали разрабатывать способы, с помощью которых викканские обряды могут стать для них [гомосексуалов] более значимыми».
По словам профессора и автора книги о викканстве Энн-Мари Галлахе, «Существует моралистическая доктрина или догма, отличная от советов, предлагаемых в викканском руководстве… Единственный «закон» здесь — это любовь… Важно, являемся ли мы геями, гетеросексуалами, бисексуалами или трансгендерами — физический мир священен, и [мы] празднуем нашу физическую природу, сексуальность, человеческую природу и прославляем Богиню, Подательницу ВСЕЙ жизни и душу ВСЕЙ природы».
Канадская языческая федерация заявила: «…Федерация продолжает приводить доводы в пользу обоснованности ориентации ЛГБТ даже в рамках традиционной викки, предполагая, что геи и лесбиянки, вероятно, особенно остро ощущают взаимодействие мужского и женского начал во Вселенной».
Использование символики рога немужчинами на некоторых языческих мероприятиях, например, Мэри Джо Нейц была свидетельницей Драконьего фестиваля в 1990-х годах, может свидетельствовать о растущем признании гендерной изменчивости и сексуального разнообразия

### Унитарный Универсализм
Унитарианская универсалистская ассоциация (UUA) заявляет «мы не только открываем наши двери для людей любой сексуальной ориентации и гендерной идентичности, мы ценим разнообразие сексуальности и гендера и рассматриваем — это как духовный дар». Объединение язычников унитариев универсалистов (CUUPS), ориентированное на язычников и аффилированное с UUA, поддерживает эти убеждения, утверждая, что они перекликаются с внутренными актами, в которых говорится, что членство в объединениях «должно быть открытым, независимо от расы, цвета кожи, пола, эмоциональной или сексуальной ориентации, гендерного самовыражения, физических недостатков, национального происхождения или социального положения».

### Течения с Queer-спецификой

#### Фери
Традиция Фери, — современная форма традиционного колдовства, стала домом для многих LGBTQ-неоязычников. Традиция очень открыта для негетеросексуальных ориентаций и Queer идентичностей. Сторм Фейривульф, практикующий Фери, пишет:
«Как может подтвердить любой Queer-практик, существует определенная нехватка специфичных Queer моделей, которые поощряют нас укреплять себя как целостных существ. Во многих неоязыческих колдовских традициях нам предлагают просто принять уже существующие (и гетеросексуальные) магические модальности полярности и плодородия. В традиции Фери нам даются определенные инструменты, которые позволяют нам иметь более здоровые отношения с нашей Божественной природой, лишенной любого подобного багажа».

#### Минойство
Две минойские традиции были основаны в Нью-Йорке в 1970-х годах. Минойские инициации и возвышения проводятся в однополых кружках. Обе традиции существуют и по сей день как связанные клятвой, инициирующие мистериальные религии, использующие ритуальные рамки, происходящие от гарднерианской викки.
- Минойское братство — основано в 1975 году Эдмундом Бучински, старейшиной Гарднерианской, WICA и Нью-Йоркской Уэльской традиций, с целью создания традиции для геев и бисексуальных мужчин — такой, которая бы праздновала и исследовала отличительные тайны, уникальные для мужчин, которые любят мужчин[37][38][39].
- Минойское сестринство — основанное в Леди Реей и Леди Мив-Сехмет в сотрудничестве с Бучински как женский аналог Братства[37].

#### Феникс
Братство Феникса (первоначальное название «Братство») было основано летом 2004 года семью гомосексуальными мужчинами, представляющими различные традиции, такие как церемониальная магия, шаманизм, и прегарднерианское колдовство, с целью создания экуменической неоязыческой традиции, служащей сообществу мужчин, которые любят мужчин. Девиз Братства — «Найди Божественное в своем собственном опыте». В 2017 году храм в Сиэтле начал реформацию внутри группы, чтобы расширить традицию и сделать ее «открытой для всех взрослых queer/LBGTQIA», что было принято повсеместно. Теология братства была модифицирована, чтобы соответствовать расширенной, инклюзивной модели.

#### Радикальные фейри
Радикальные фейри зародились в 1970-х годах как движение, ориентированное преимущественно на мужчин-гомосексуалистов. Сегодня «Фейри» — это слабо связанная всемирная сеть и контркультурное движение, стремящееся переосмыслить сознание квиров через светскую духовность; движение также перенимает элементы анархизма и экологизма. Некоторые мероприятия могут быть посвящены духовности мужчин-гомосексуалистов, в то время как другие открыты для представителей всех полов и ориентаций.